# Attala von Bobbio
Attala von Bobbio (* Ende des 6. Jahrhunderts in Burgund; † 627 in Bobbio) war ein französischer Mönch und Missionar. Er war ein Anhänger des Columban und als dessen Nachfolger ab 615 zweiter Abt des Klosters Bobbio in Italien. In der katholischen Kirche wird er als Heiliger verehrt.
Der aus einer burgundischen Adelsfamilie stammende Attala wurde beim Bischof von Lyon erzogen und zuerst Mönch in der Abtei Lérins, war aber mit der dort herrschenden lockeren Disziplin unzufrieden und trat daraufhin in das vom heiligen Columban gerade in der Franche-Comté gegründete Kloster Luxeuil ein. Als Columban von König Theuderich II. von Luxeuil vertrieben wurde, hätte ihm Attala als Abt nachfolgen sollen, ging mit ihm aber lieber ins Exil. Sie siedelten sich am Ufer des Flusses Trebbia an und gründeten dort etwas nordwestlich von Genua die Abtei Bobbio.
Nach Columbans Tod 615 folgte ihm Attala als Abt dieses Klosters und musste mit seinen Mönchen viel Ungemach durch den dem arianischen Glauben anhängenden Langobardenkönig Arioald erdulden. Trotzdem suchte er eine rege Missionierungstätigkeit unter den Langobarden zu entfalten. Als Abt bestand Attala auf einer strengen Disziplin, und als viele Mönche gegen die rigorose Zucht rebellierten, ließ er sie ziehen. Einige von diesen Mönchen kamen dann laut Attalas Biographen Jonas elendiglich um, was die anderen als Strafe Gottes ansahen, so dass sie in die Abtei zurückkehrten. Attala führte auch wieder das Binden der Bücher der Klosterbibliothek ein.
Nach seinem im Jahr 627 erfolgten Tod wurde Attala in Bobbio beigesetzt. Sein Festtag ist der 10. März.